# René van Dieren
René van Dieren (Naarden, 12 maart 1981) is een Nederlands voormalig betaald voetballer die bij voorkeur op het middenveld speelde.

## Clubloopbaan
Van Dieren speelde in de jeugd van Feyenoord, waarvoor hij in het seizoen 1998/1999 debuteerde in het betaald voetbal. Tot een doorbraak bij de Rotterdamse club kwam het niet en in 2001 maakte hij op huurbasis de overstap naar Fortuna Sittard, destijds uitkomend in de Eredivisie. Fortuna haalde in dat seizoen zeventien punten en degradeerde rechtstreeks naar de eerste divisie.
Van Dieren tekende in 2002 bij Excelsior, waarmee hij in 2006 het kampioenschap pakte in de eerste divisie. In het najaar van 2007 werd hij getroffen door een longembolie, waardoor hij een tijd was uitgeschakeld. In het seizoen 2008/2009 kon hij weer spelen.
De middenvelder raakte zonder club nadat zijn contract bij Excelsior niet verlengende. Van Dieren trainde enkele dagen mee bij NAC Breda en zou in het seizoen 2009/10 op amateurbasis uitkomen voor de club. Hij had zich alleen niet op tijd overgeschreven en mocht daardoor geen wedstrijden voor NAC spelen. Vanaf januari 2010 mocht hij dat wel, maar in plaats daarvan verkaste hij op amateurbasis naar AGOVV Apeldoorn.
Hij tekende in juli 2010 een eenjarig contract bij Sparta Rotterdam.
Van 2011 tot 2014 speelde Van Dieren voor FC Lienden in de Zondag Topklasse.
In 2021 ging hij samen met zijn vrouw de kantine uitbaten bij Unitas '30 waar hij tevens in een lager team speelde.

## Clubstatistieken
| Seizoen  | Club                     | Competitie       | Duels | Goals |
| -------- | ------------------------ | ---------------- | ----- | ----- |
| 1998-'99 | Feyenoord                | Eredivisie       | 1     | 0     |
| 1999-'00 | Feyenoord                | Eredivisie       | 1     | 0     |
| 2000-'01 | Feyenoord                | Eredivisie       | 3     | 0     |
| 2001-'02 | → Fortuna Sittard (huur) | Eredivisie       | 23    | 2     |
| 2002-'03 | Excelsior                | Eredivisie       | 10    | 1     |
| 2003-'04 | Excelsior                | Eerste divisie   | 34    | 4     |
| 2004-'05 | Excelsior                | Eerste divisie   | 29    | 1     |
| 2005-'06 | Excelsior                | Eerste divisie   | 36    | 3     |
| 2006-'07 | Excelsior                | Eredivisie       | 32    | 0     |
| 2007-'08 | Excelsior                | Eredivisie       | 8     | 0     |
| 2008-'09 | Excelsior                | Eerste divisie   | 33    | 4     |
| 2009-'10 | NAC Breda                | Eredivisie       | -     | -     |
| 2009-'10 | AGOVV Apeldoorn          | Eerste divisie   | 6     | 0     |
| 2010-'11 | Sparta Rotterdam         | Eerste divisie   | 15    | 0     |
| 2011-'12 | FC Lienden               | Zondag Topklasse | 20    | 2     |
| 2012-'13 | FC Lienden               | Zondag Topklasse | 11    | 1     |
| 2013-'14 | FC Lienden               | Zondag Topklasse | 25    | 1     |

## Interlandloopbaan
Van Dieren was Nederlands jeugdinternational en nam deel aan het Europees kampioenschap voetbal onder 21 - 2000 en het Wereldkampioenschap voetbal onder 20 - 2001. Ook nam hij deel aan het Wereldkampioenschap strandvoetbal - 2013.